# Baumkronenpfad Hainich

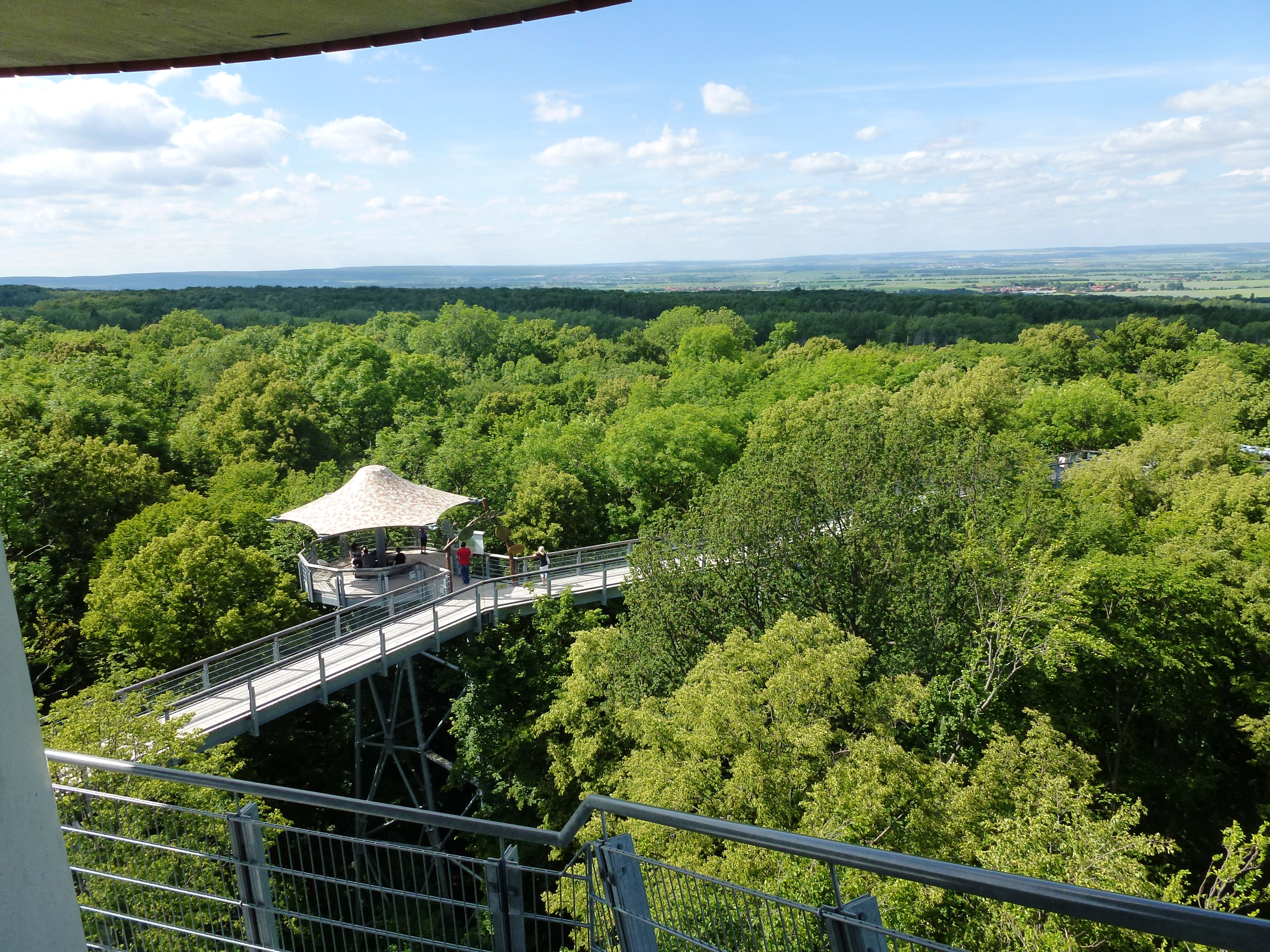
Blick über die Landschaft

Der Baumkronenpfad Hainich ist der zweitlängste und höchste Baumkronenpfad in Deutschland. Er wurde als zweiter Baumkronenpfad Deutschlands am 26. August 2005 eröffnet und befindet sich auf der Gemarkung von Alterstedt nahe dem Forsthaus Thiemsburg im gleichnamigen Waldgebiet des Hainich, rund zehn Kilometer westlich der Kurstadt Bad Langensalza in Thüringen. Er führt von einer Höhe von 10 m auf 24 m und ist der Fauna im Nationalpark gewidmet. Die zweite 238 m lange Schleife wurde am 14. Mai 2009 eröffnet und gilt dem Urwald selbst.

## Anlage
Die Einrichtung wurde als herausragendes Element des Nationalparks Hainich mit Besucherzentrum und daran angeschlossener Infrastruktur wie Parkplatz, Bushaltestelle und Gastronomie konzipiert. Im Jahr 2019 wurden so 150.000 Besucher des Baumkronenpfads gezählt.

### Zweck
Dem Besucher sollen durch den Baumkronenpfad Einblicke in die Wipfelregion des Waldes und die Zusammenhänge seiner verschiedenen Bestandteile ermöglicht werden, die ihm normalerweise nicht möglich sind.
Neben dem Tourismus dient die Anlage der Baumkronenforschung, insbesondere der Untersuchung der auf Bäumen lebenden Kleinsäuger, Vögel, Käfer, Spinnen und Schmetterlinge. Die Arbeitsbedingungen der Wissenschaftler sind durch die dauerhafte Einrichtung des Baumkronenpfads und den bequemen Zugang statt der sonst üblichen Klettertechnik erheblich erleichtert und ermöglichen und ergänzen dadurch langfristige angelegte Forschungsprojekte. Zusammen mit an verschiedenen Stellen im Urwald vorhandenen Messstellen gestattet dies ein Umweltmonitoring.

### Zugang
Vom Parkplatz gelangt man zunächst zum Standort der einstigen Waldarbeitersiedlung Forsthaus Thiemsburg, an deren Stelle sich heute das Besucherzentrum mit Restaurant befindet. Von dort gelangt man vorbei am Baumhaus zum Teich mit Resten der mittelalterlichen Burgstelle Thiemsburg. Nach etwa 400 Meter ist der markante Turm erreicht. In der ebenerdigen Wartezone befinden sich der Kassenbereich, Versorgungs- und Toilettenanlagen, von wo aus man über die Wendeltreppe den Turm zu den Baumkronenpfaden besteigen oder den für gehbehinderte Besucher vorhandenen Aufzug benutzen kann.

### Aussichtsturm und Pfad

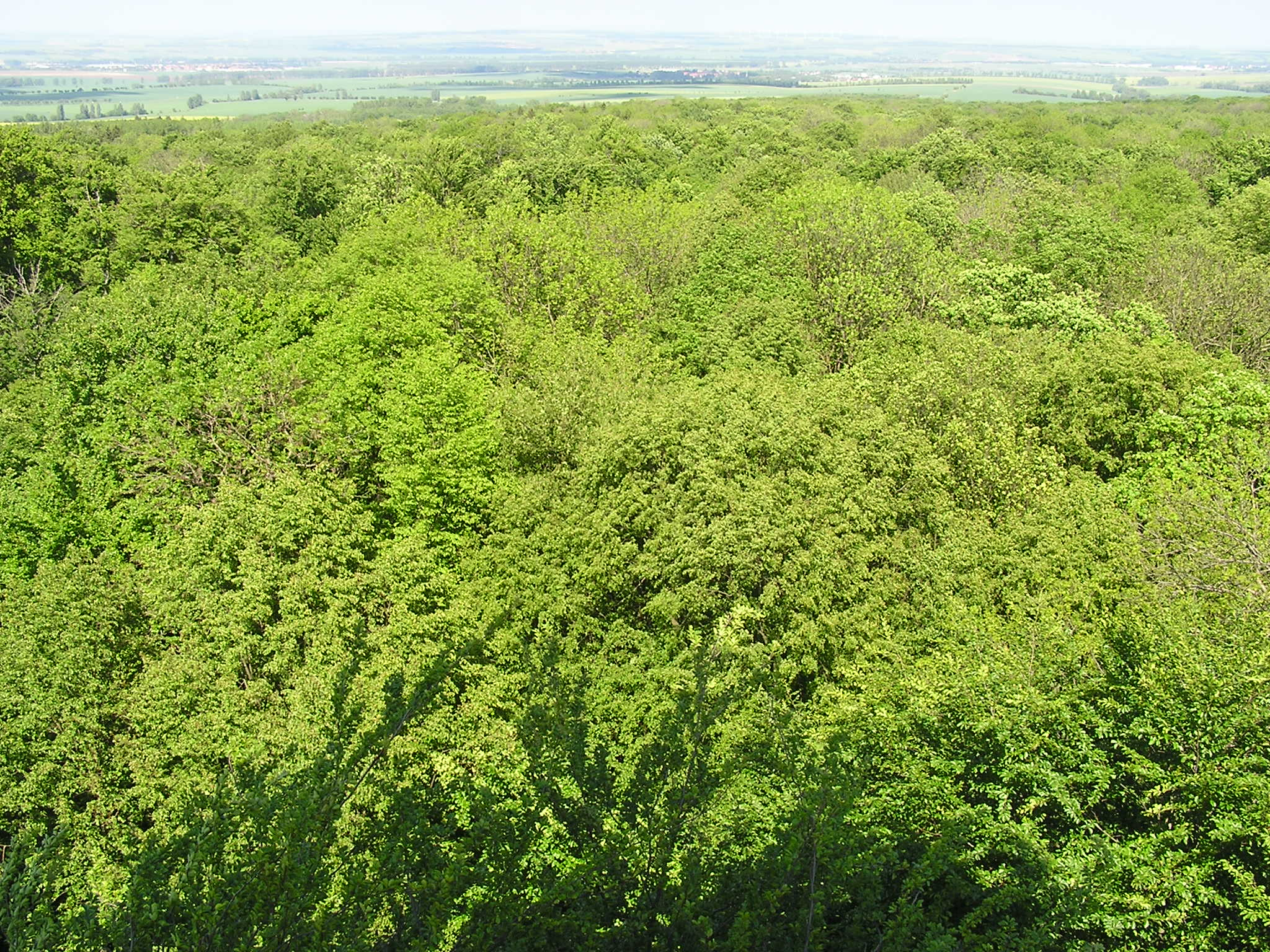
Das Bild zeigt einen Blick vom Baumkronenpfad über Hainich.

Der Baumkronenpfad ermöglicht einen bequemen Rundgang durch die Baumkronen und Wipfel. Er ist didaktisch in vier Abschnitte eingeteilt, die durch entsprechende Tore (Fledermaus, Specht, Wildkatze und Schmetterling) nacheinander betreten werden. In der Glaskanzel unter der Aussichtsplattform und im Turminneren befinden sich weitere Ausstellungsstücke und Erläuterungstafeln. Auf dem Dach des 40 m hohen, Baumturm genannten Aussichtsturms ist eine Wetterstation, die von der Universität Göttingen betrieben wird.

## Bauliches

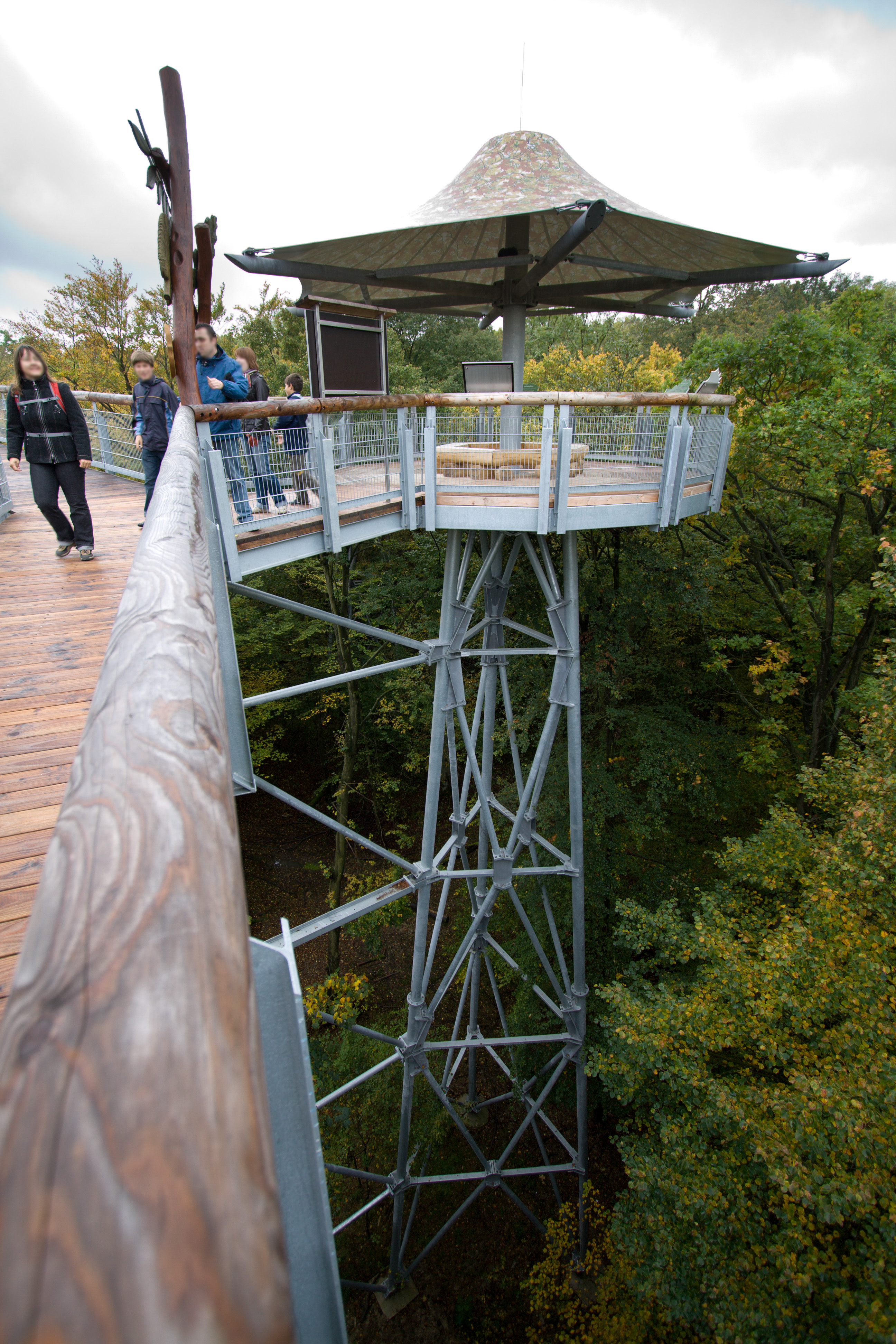
Plattform des Baumkronenpfades mit Standkonstruktion

Der Baumkronenpfad vereinigt in sich (vereinfacht betrachtet) die ingenieurbauwerkliche Funktionalität eines Aussichtsturmes mit der eines Brückenbauwerks.
Eine besondere Herausforderung war für die Ingenieure und Bautechniker durch den besonderen Standort bedingt. Das Errichten des Bauwerkes und der Baukörper selbst durften nur minimale Eingriffe in den bestehenden Wald verursachen, daher waren die statischen Anforderungen, die möglichst baumschonende Fundamentierung und der Einbau der Stahlkonstruktion inmitten eines unübersichtlichen, geschlossenen Baumkronen-Areals als Bauprojekt für alle Beteiligten neuartig.
In der ersten Aufbauphase wurden die Fundamente für den Turm und die Stützen geschaffen, die Stellplätze der erforderlichen Kräne ausgewählt und abgesichert sowie die technischen Versorgungsleitungen zum Bauplatz verlegt. In der zweiten Phase wurde der etwa 44 Meter hohe „Baumturm“ in Segmentbauweise aus vorgefertigten Blechelementen und Stahlträgern vor Ort aufgebaut. Dies geschah mittels Turmdrehkran von oben; die Teile wurden einzeln über die Baumkronen in Position eingeschwenkt, fixiert und zusammengeschweißt.
In der dritten Bauphase wurden in gleicher Weise die auf tiefgründigen Fundamenten verankerten Stahlstützen für den ersten, zunächst 300 Meter langen Pfad aufgestellt und mit den Verbindungselementen stabilisiert. In einer Höhe von etwa 20 bis 25 Meter über Grund wurde der eigentliche Besucherpfad mit den erforderlichen Sicherheitseinrichtungen montiert. Der Pfad verläuft hierbei mehrfach gewunden und reicht oft bis unmittelbar an die Zweige heran. Schließlich wurden der Innenausbau im Turm und der eigentliche Pfad nebst erforderlichen Brüstungen, Sicherheitseinrichtungen und Installationen vollendet.